# Mascaron
Een mascaron is een architecturaal ornament dat doorgaans een menselijk, dierlijk of fantasiegezicht voorstelt met schrikwekkende, komische of neutrale uitdrukking. Het zijn levendige creaties die oorspronkelijk een apotropaïsche functie hadden (afweren van boze geesten). Daarom ziet men vaak mascarons als sluitsteen boven rondboogdeuren of -vensters. Andere plaatsen waar ze frequent voorkomen zijn lateien, consoles en fonteinspuwers.
Mascarons verschenen in de klassieke oudheid, in het bijzonder tijdens de hellenistische periode. Het middeleeuwse Europa bleef verzot op figuratieve kunst en produceerde romaanse en gotische mascarons. Het ornament was razend populair in de maniëristische en barokarchitectuur, na de herontdekking van mismaakte figuurtjes in de groteskenrevolutie. Ook in latere stijlen bleven mascarons voortleven, onder meer in de beaux-arts en art nouveau.

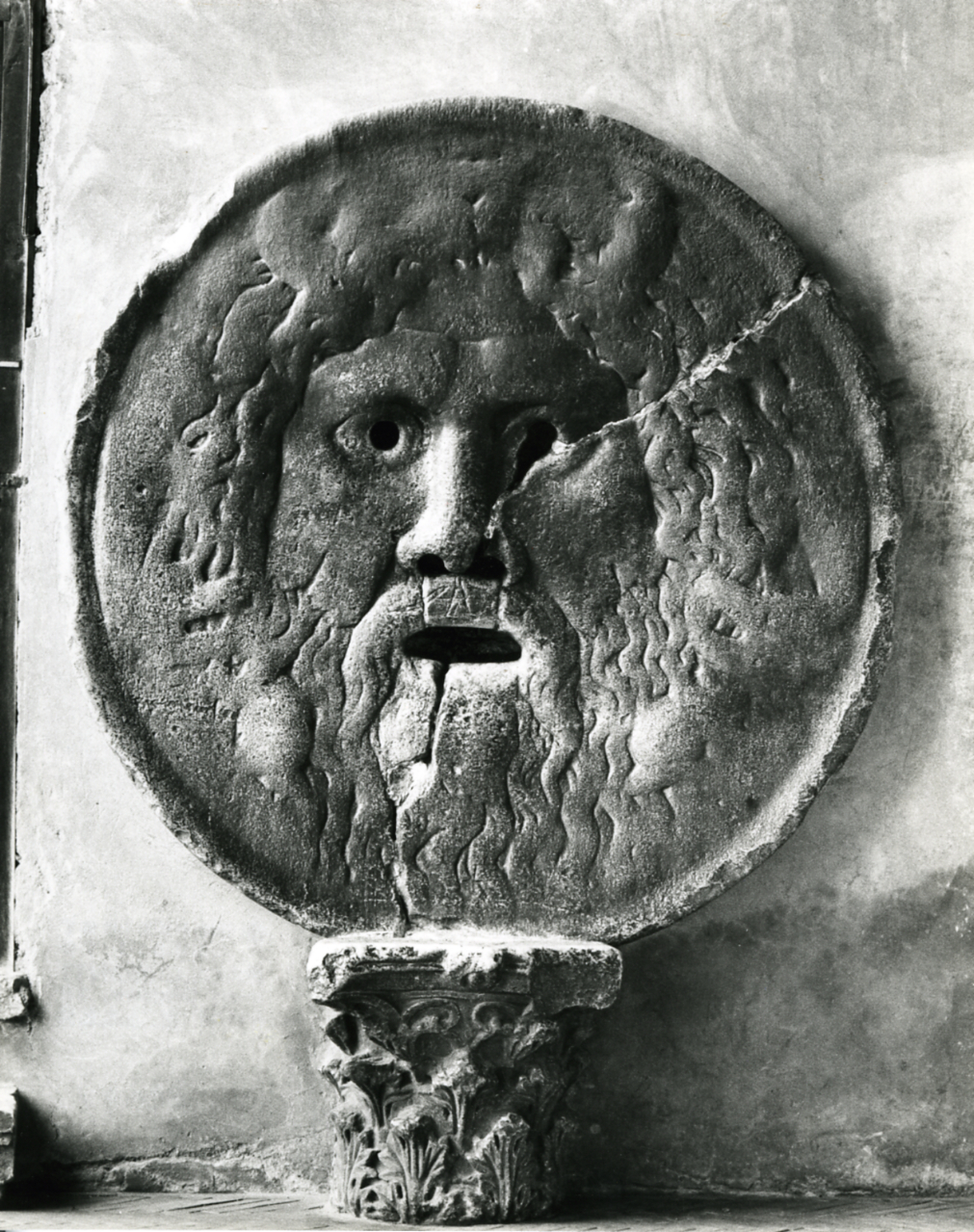
La Bocca della Verità
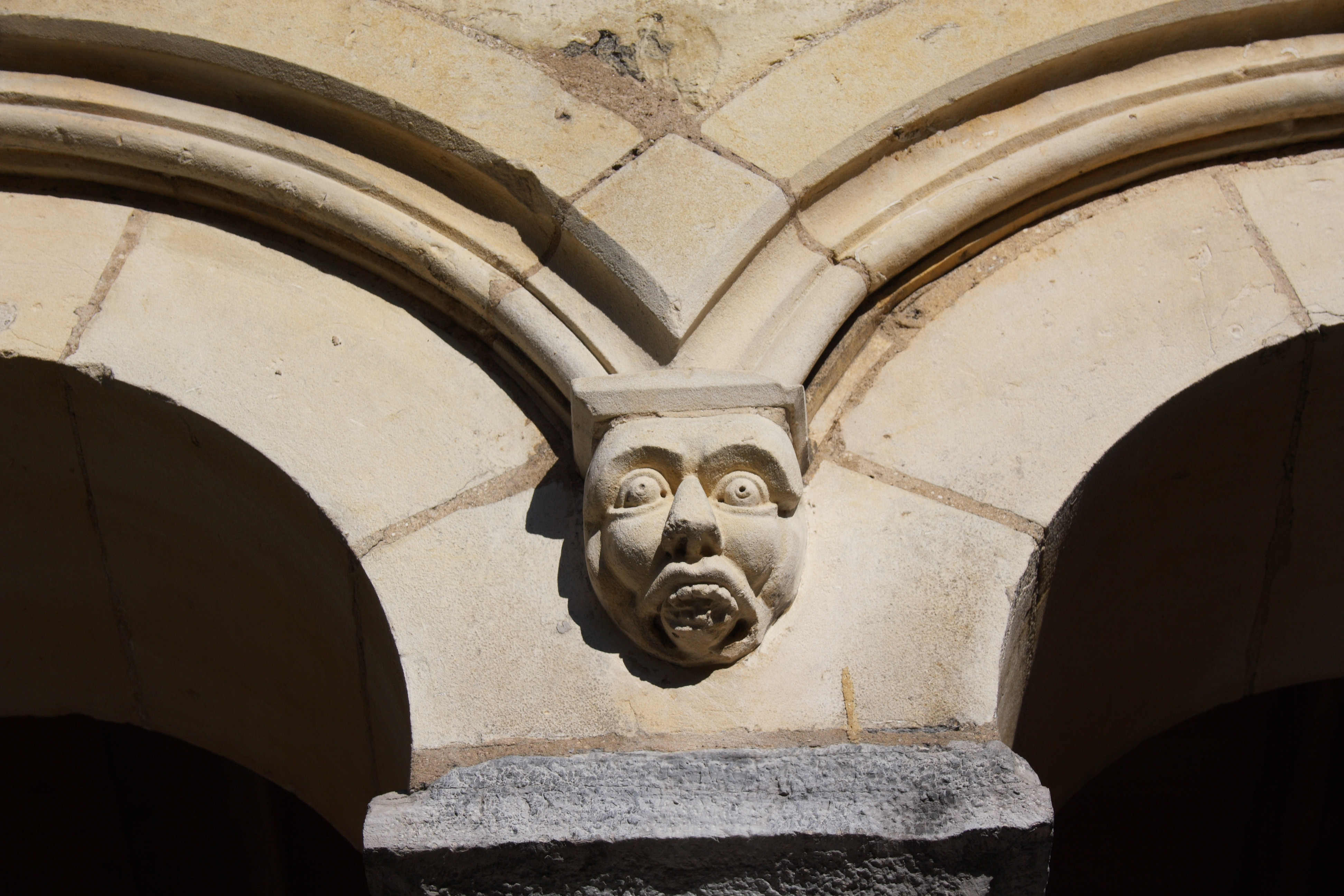
Basiliek Tongeren
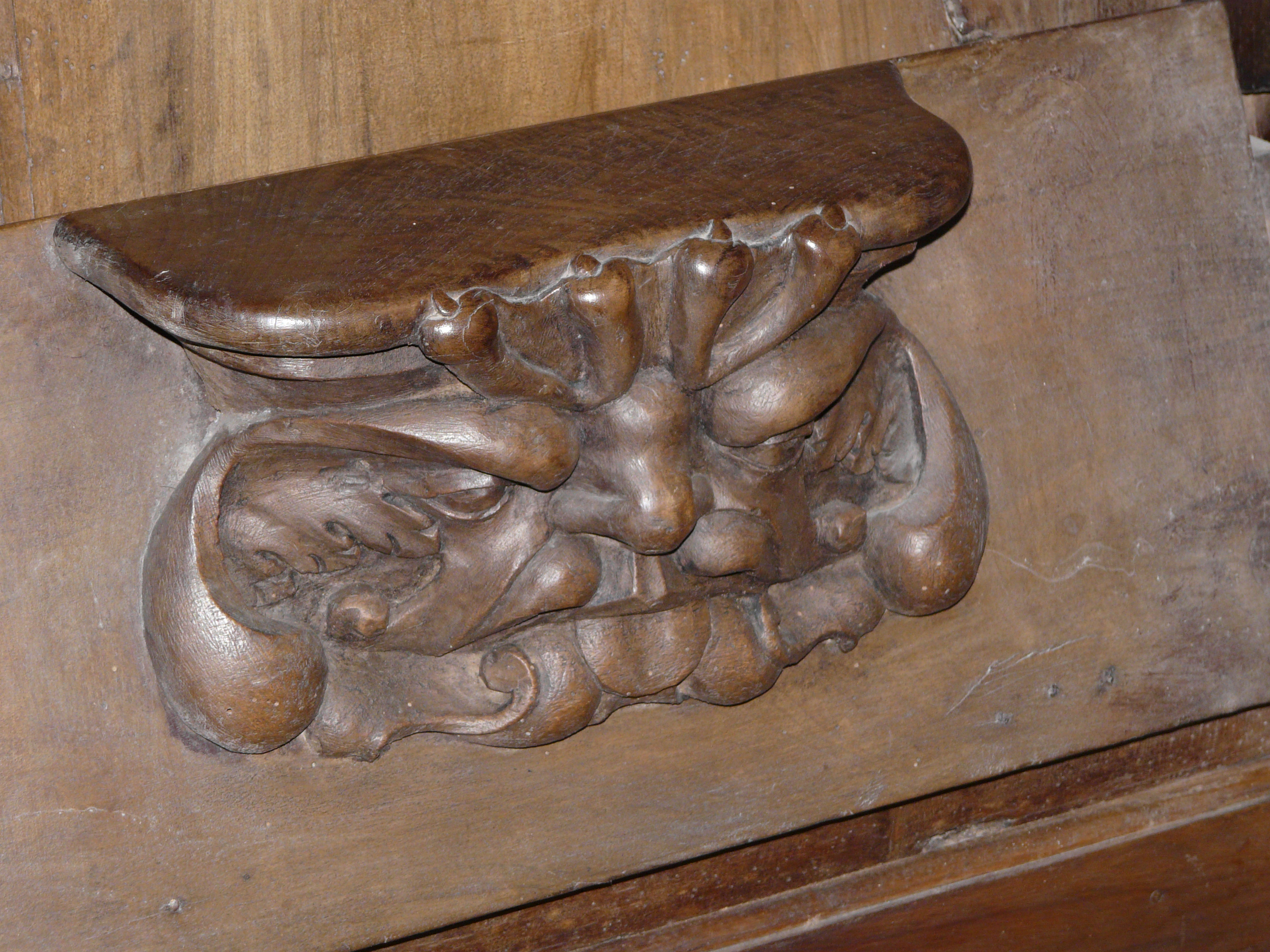
Misericorde in de kathedraal van Rieux
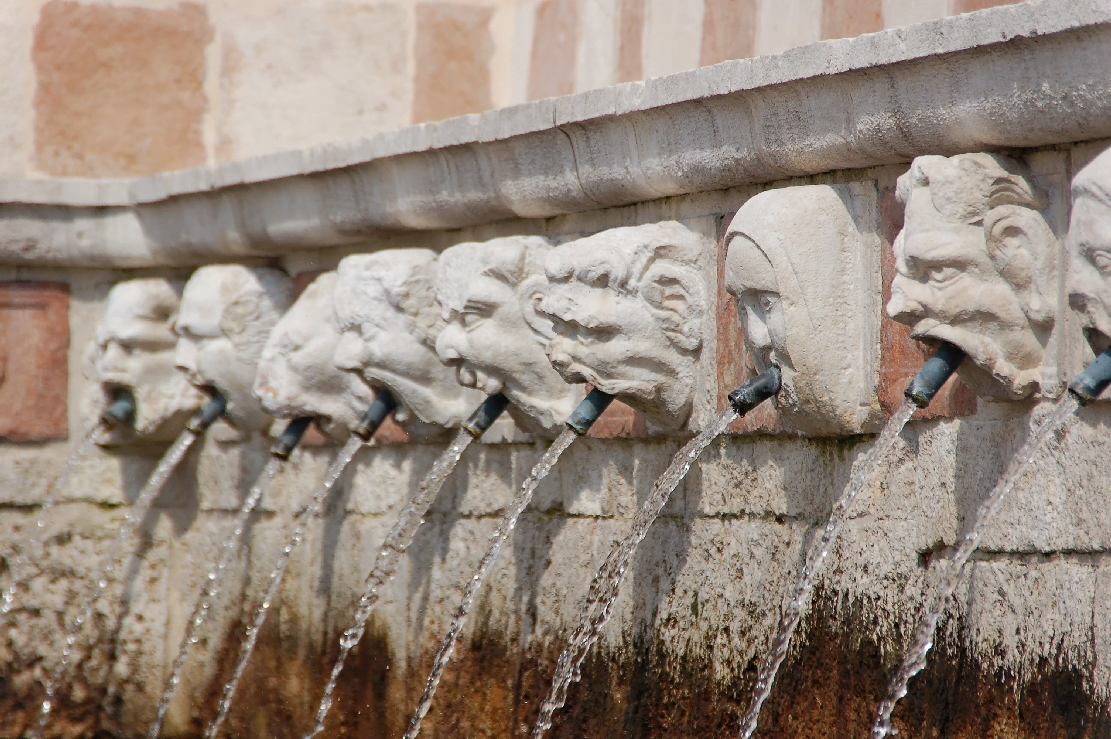
Fontana delle 99 cannelle, L'Aquila
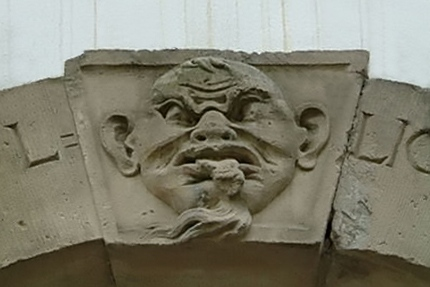
Michielstoren, Dirmstein
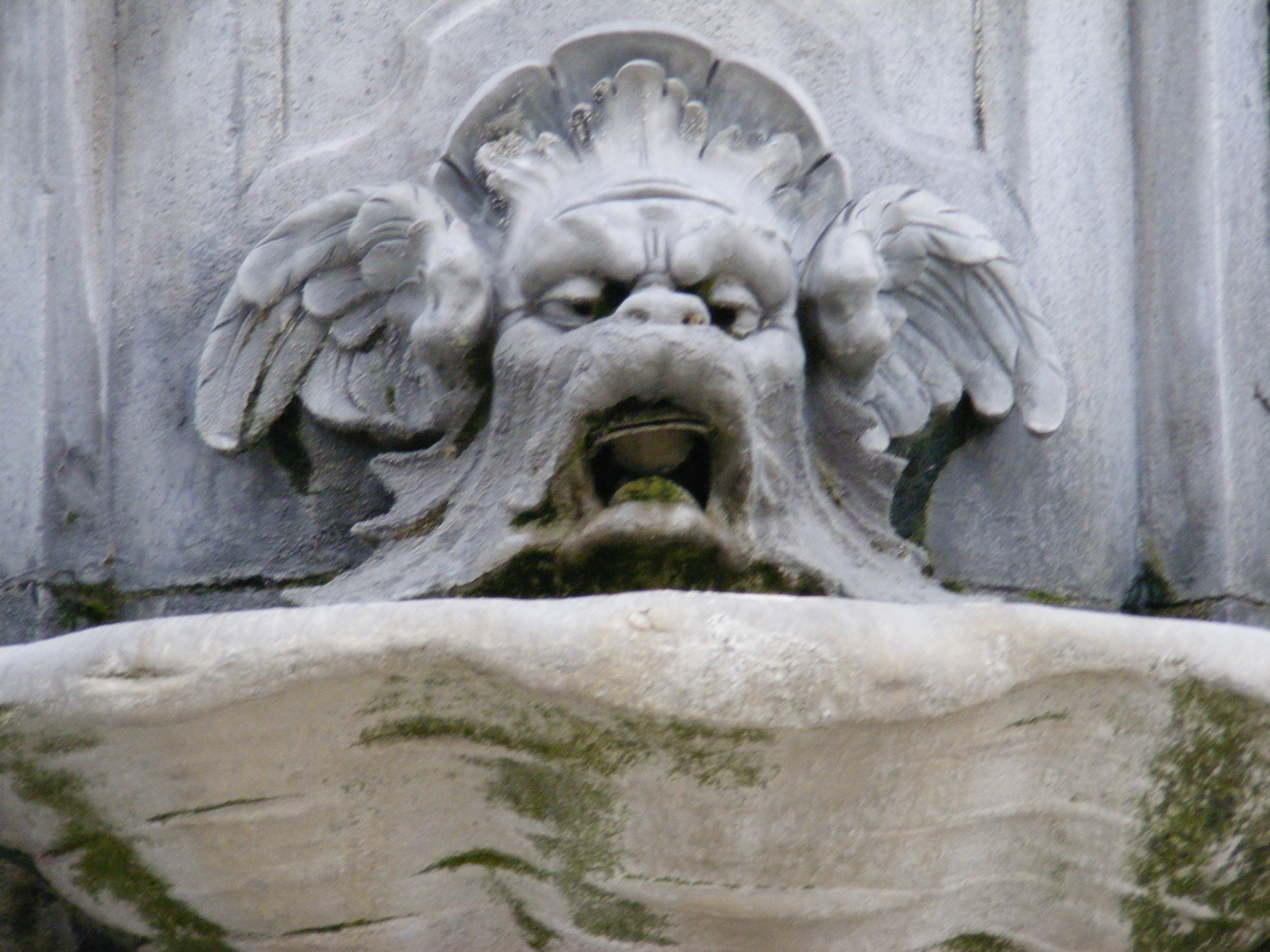
Frankoniabrunnen, Würzburg
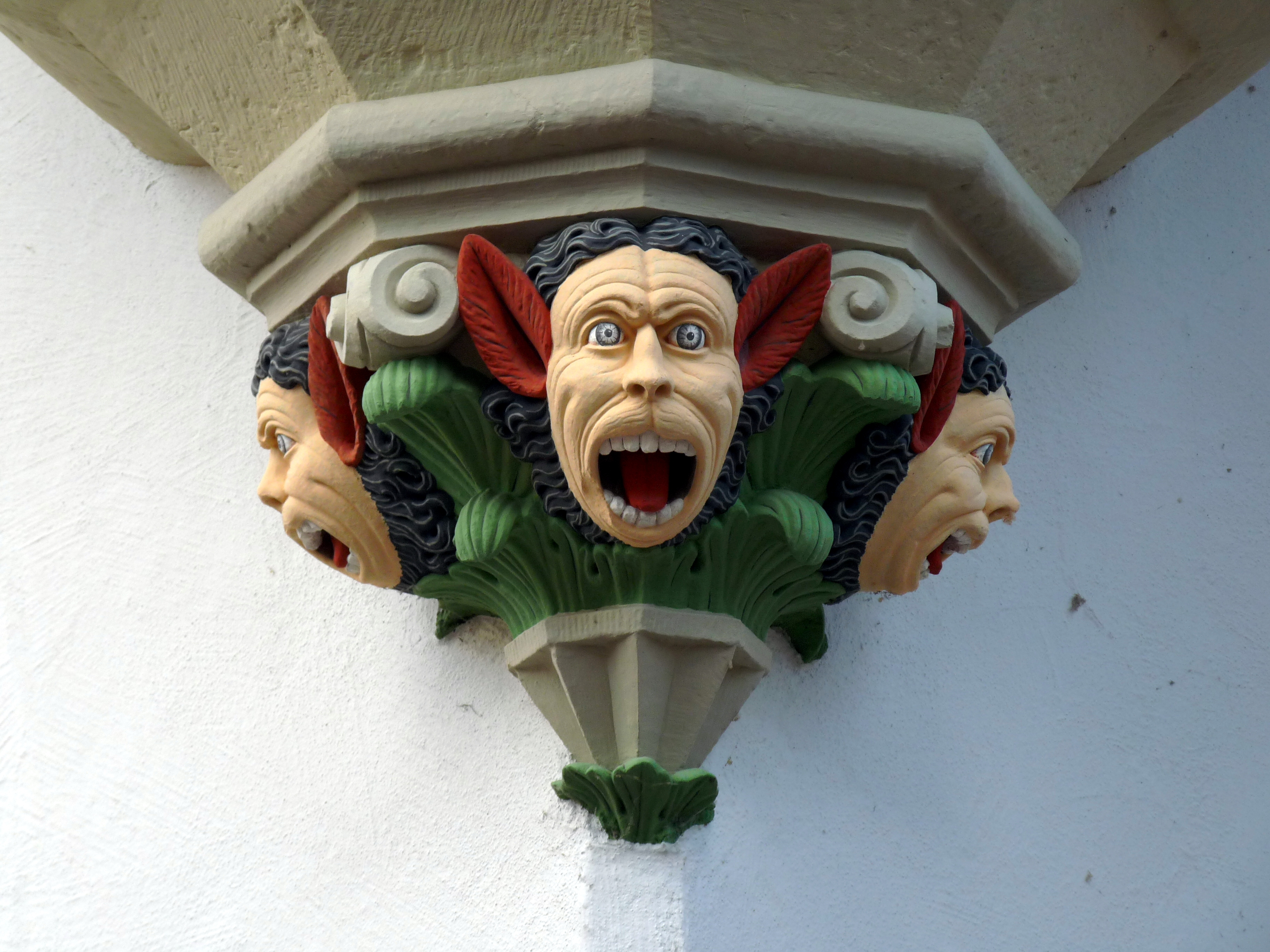
Neidköpfe in Waiblingen
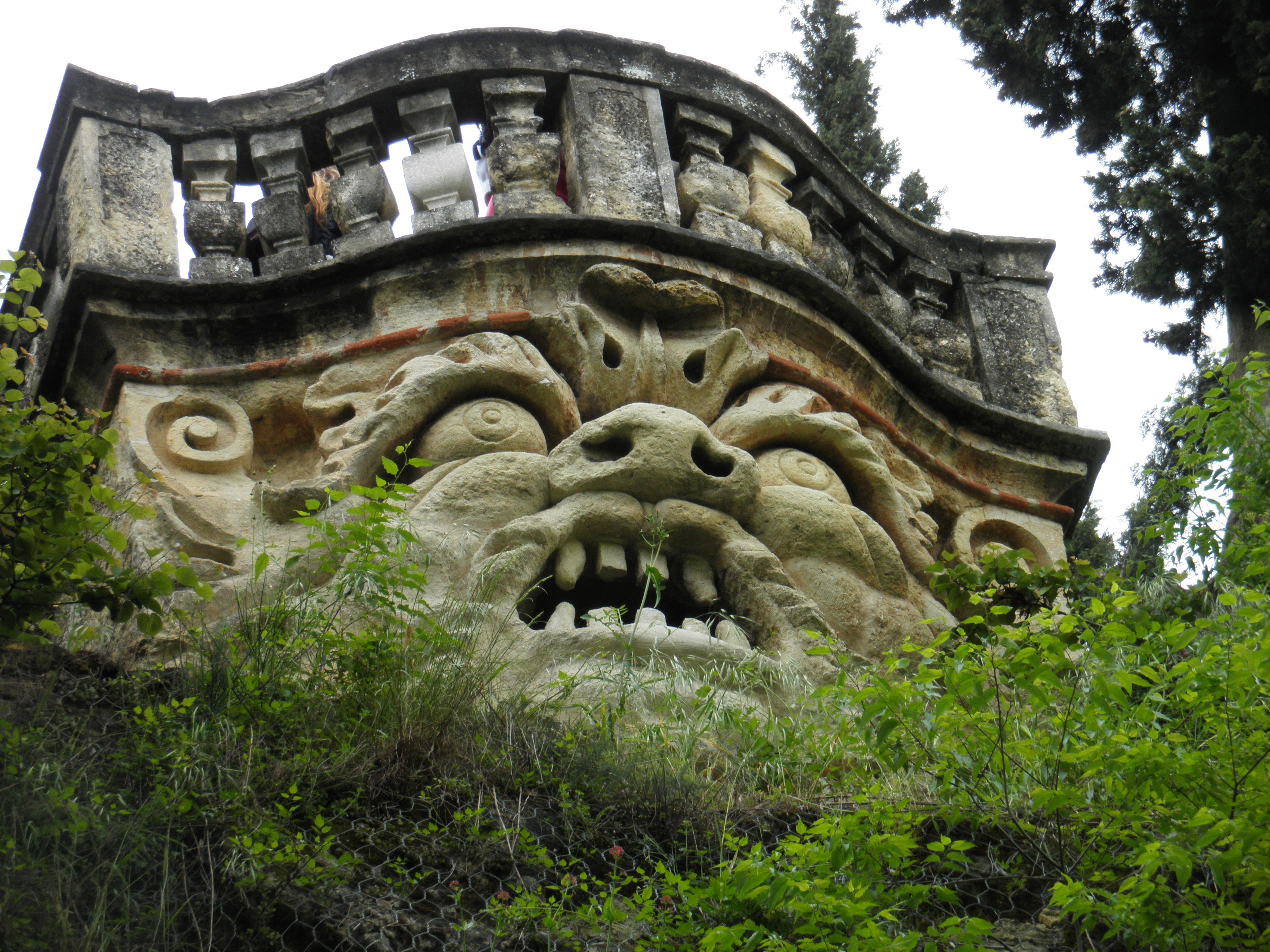
Giardino Giusti, Verona
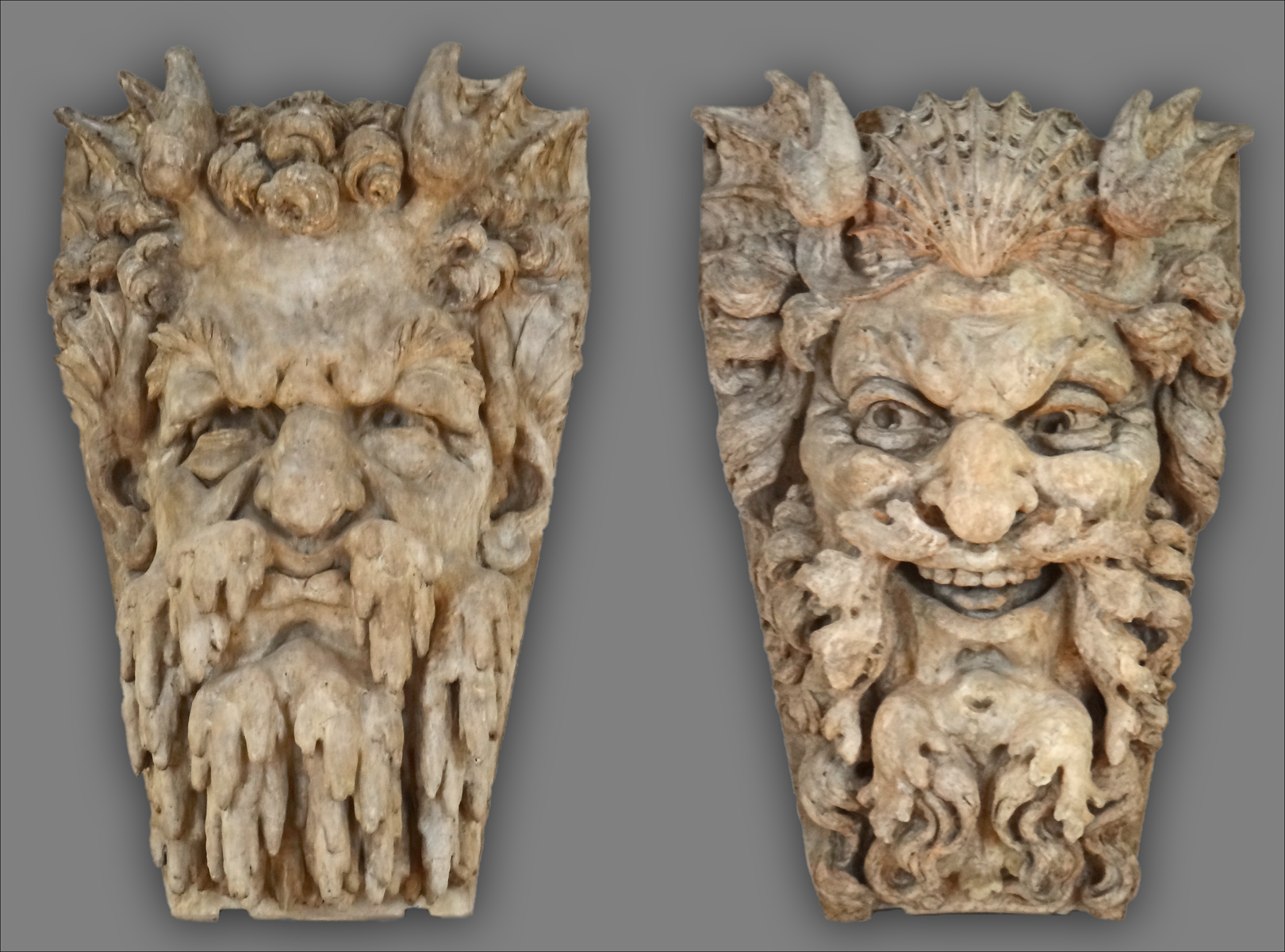
Auguste Rodin